# 13th Conference of the International Woman Suffrage Alliance
13th Conference of the International Woman Suffrage Alliance var en internationell konferens som ägde rum i Köpenhamn i Danmark 8-14 juli 1939. Det var den trettonde internationella konferensen om kvinnors rättigheter som organiserades av International Alliance of Women. 
Konferensen präglades av oro inför krigshotet, vad det innebar inför arbetet med kvinnors rättigheter, vikten av att arbeta för fred och oförmågan att enas om fungerande internationella metoder för detta i den oroliga situationen.
Konferensen var skådeplats för en välkänd konflikt mellan den egyptiska delegationen och Rosa Manus kring huruvida den judiska delegationen från Palestina, Organization of Jewish Women from Palestine, kunde anses som Palestinas representant, och Egyptens motstånd mot att stödja mer judisk invandring till Palestina.